# Бабиян, Григор Вартанович
Григор Вартанович Бабиян (1922—2006) — участник Великой Отечественной войны, поэт.

## Биография
Родился 27 октября 1922 года.
Ветеран Великой Отечественной войны, участник обороны Москвы и Курской битвы.
Автор многих стихов, песен, рассказов, статей. В 1971 году написал песню «Топти аразат» (Родной Крым). Песня стала гимном села Крым (Мясниковский район Ростовской области).
В 2003 году в свет вышла его книга «Ынтрани» (Избранное).
Был членом областных литературных объединений «Дон» и «Созвучие».
Умер в 2006 году.

## Награды и звания
- Награждён медалью «За оборону Москвы» и «За боевые заслуги».
- Решением собрания депутатов Мясниковского района за большой вклад в социальное и духовное развитие района — Григору Бабияну присвоено звание «Почетный гражданин Мясниковского района».

## Память
- Именем Бабияна названа одна из улиц села Крым.